# Chiaki Yamada
Chiaki Yamada (山田 千愛?, Yamada Chiaki; Shizuoka, 2 agosto 1966) è un'ex calciatrice giapponese.

## Carriera

### Nazionale
Il 17 ottobre 1984, Yamada è convocata nella Nazionale maggiore in occasione di una partita contro l'Italia. Yamada ha disputato anche la Coppa d'Asia 1989. In tutto, Yamada ha giocato 21 partite con la Nazionale nipponica riuscendo a segnare 3 gol.

## Statistiche

### Cronologia presenze e reti in nazionale
| Cronologia completa delle presenze e delle reti in nazionale ― Giappone | Cronologia completa delle presenze e delle reti in nazionale ― Giappone | Cronologia completa delle presenze e delle reti in nazionale ― Giappone | Cronologia completa delle presenze e delle reti in nazionale ― Giappone | Cronologia completa delle presenze e delle reti in nazionale ― Giappone | Cronologia completa delle presenze e delle reti in nazionale ― Giappone | Cronologia completa delle presenze e delle reti in nazionale ― Giappone | Cronologia completa delle presenze e delle reti in nazionale ― Giappone |
| Data                                                                    | Città                                                                   | In casa                                                                 | Risultato                                                               | Ospiti                                                                  | Competizione                                                            | Reti                                                                    | Note                                                                    |
| ----------------------------------------------------------------------- | ----------------------------------------------------------------------- | ----------------------------------------------------------------------- | ----------------------------------------------------------------------- | ----------------------------------------------------------------------- | ----------------------------------------------------------------------- | ----------------------------------------------------------------------- | ----------------------------------------------------------------------- |
| 17-10-1984                                                              | Xi'an                                                                   | Giappone                                                                | 0 – 6                                                                   | Italia                                                                  | Torneo di Cina                                                          | -                                                                       |                                                                         |
| 24-10-1984                                                              | Xi'an                                                                   | Giappone                                                                | 1 – 5                                                                   | Italia                                                                  | Torneo di Cina                                                          | -                                                                       |                                                                         |
| 21-1-1986                                                               | Giacarta                                                                | Giappone                                                                | 0 – 1                                                                   | India                                                                   | Mrs Suharto Cup                                                         | -                                                                       |                                                                         |
| 26-1-1986                                                               | Giacarta                                                                | Giappone                                                                | 7 – 0                                                                   | India                                                                   | Mrs Suharto Cup                                                         | -                                                                       |                                                                         |
| 7-3-1986                                                                | Tokyo                                                                   | Giappone                                                                | 0 – 2                                                                   | Taipei cinese                                                           | Amichevole                                                              | -                                                                       |                                                                         |
| 19-7-1986                                                               | Italia                                                                  | Italia                                                                  | 5 – 1                                                                   | Giappone                                                                | Italy International Tournament                                          | -                                                                       |                                                                         |
| 25-7-1986                                                               | Italia                                                                  | Giappone                                                                | 1 – 3                                                                   | Stati Uniti                                                             | Italy International Tournament                                          | -                                                                       |                                                                         |
| 26-7-1986                                                               | Italia                                                                  | Giappone                                                                | 1 – 2                                                                   | Cina                                                                    | Italy International Tournament                                          | -                                                                       |                                                                         |
| 4-8-1987                                                                | Taipei                                                                  | Taipei cinese                                                           | 3 – 1                                                                   | Giappone                                                                | Amichevole                                                              | -                                                                       |                                                                         |
| 9-8-1987                                                                | Kaohsiung                                                               | Taipei cinese                                                           | 2 – 1                                                                   | Giappone                                                                | Amichevole                                                              | 1                                                                       |                                                                         |
| 12-12-1987                                                              | Taipei                                                                  | Giappone                                                                | 0 – 1                                                                   | Stati Uniti                                                             | China Cup World Tournament                                              | -                                                                       |                                                                         |
| 15-12-1987                                                              | Kaohsiung                                                               | Giappone                                                                | 5 – 0                                                                   | Hong Kong                                                               | China Cup World Tournament                                              | -                                                                       |                                                                         |
| 1-6-1988                                                                | Canton                                                                  | Giappone                                                                | 2 – 5                                                                   | Stati Uniti                                                             | International Tournament                                                | -                                                                       |                                                                         |
| 3-6-1988                                                                | Canton                                                                  | Giappone                                                                | 1 – 2                                                                   | Cecoslovacchia                                                          | International Tournament                                                | -                                                                       |                                                                         |
| 14-1-1989                                                               | Xiamen                                                                  | Giappone                                                                | 13 – 0                                                                  | Filippine                                                               | Xiamen International Tournament                                         | -                                                                       |                                                                         |
| 16-1-1989                                                               | Xiamen                                                                  | Cina                                                                    | 4 – 0                                                                   | Giappone                                                                | Xiamen International Tournament                                         | -                                                                       |                                                                         |
| 2-12-1989                                                               | Hiratsuka                                                               | Giappone                                                                | 2 – 2                                                                   | Australia                                                               | Prima Cup                                                               | -                                                                       |                                                                         |
| 22-12-1989                                                              | Hong Kong                                                               | Hong Kong                                                               | 0 – 3                                                                   | Giappone                                                                | Coppa d'Asia 1989                                                       | 1                                                                       |                                                                         |
| 24-12-1989                                                              | Hong Kong                                                               | Giappone                                                                | 14 – 0                                                                  | Nepal                                                                   | Coppa d'Asia 1989                                                       | 1                                                                       |                                                                         |
| 26-12-1989                                                              | Hong Kong                                                               | Giappone                                                                | 0 – 1                                                                   | Taipei cinese                                                           | Coppa d'Asia 1989                                                       | -                                                                       |                                                                         |
| 29-12-1989                                                              | Hong Kong                                                               | Hong Kong                                                               | 0 – 9                                                                   | Giappone                                                                | Coppa d'Asia 1989                                                       | -                                                                       |                                                                         |
| Totale                                                                  |                                                                         | Presenze                                                                | 21                                                                      |                                                                         | Reti                                                                    | 3                                                                       |                                                                         |